# Jacques Vandier
Jacques Vandier, nascut el 1904 à Haubourdin (Nord) i mort l'octubre del 1973 a París, fou un egiptòleg francès, conservador en cap d'antiguitats egípcies al Museu del Louvre de 1936 a 1945.
El 1955, Jacques va patir un atac de poliomielitis i va quedar greument impedit a les seves extremitats inferiors. No obstant això, va continuar la seva tasca fins a la seva mort, l'octubre del 1973. Havia estat elegit per a l'Académie des Inscriptions et Belles Lettres el 5 de novembre del 1965, per cobrir la vacant deixada per Alfred Merlin. Dona el seu nom al Papir Vandier.

## Publicacions
- Amb Jeanne Marie Thérèse Vandier d'Abbadie, « Tombes de Deir el-Médineh. La tombe de Nefer-Abou », Mémoires de l'institut français d'archéologie orientale (MIFAO), no 69, 1935 ;
- RAPH 7, IFAO, Le Caire, 1936 - Ayer Publishing. La famine dans l'Égypte ancienne,, (pòstum) gener del 1980. ISBN 9780405123993. ;
- PUF, Paris. L'Égypte - Des origines à la conquête d'Alexandre, 1938 ... i 7a edició (pòstuma) 1989. ISBN 9782130426912..
- Amb Henri-Charles Puech i René Dussaud,  PUF. Les anciennes religions orientales, Tom I : La religion égyptienne, 1944 i 1949. ;
- Amb Paule Kriéger i Arnold Rosin,  Éditions Fernand Hazan. La sculpture égyptienne, 1951 i 1970. ;
- Manuel d'archéologie égyptienne, 1952-1964. :
  -  A. i J. Picard. Manuel d'archéologie égyptienne. 1, 1952. ISBN 9782708401600.,
  -  A. et J. Picard. Manuel d'archéologie égyptienne. 2. ISBN 9782708401617.,
  -  A. et J. Picard. Manuel d'archéologie égyptienne. 3, 1954.,
  -  A. et J. Picard. Manuel d'archéologie égyptienne. 4, 1955.,
  -  A. et J. Picard. Manuel d'archéologie égyptienne. 5-6, 1958.,
  -  A. et J. Picard. Manuel d'archéologie égyptienne. 7-8, 1958. ISBN 9782708401662.,
- CNRS. Le Papyrus Jumilhac, 1961 - Ayer Publishing, 1979.. ;
  -  A. et J. Picard. Manuel d'archéologie égyptienne. 9-10, Décembre 1969. ISBN 9782708400153.,
  -  A. et J. Picard. Manuel d'archéologie égyptienne. 11, 1978..
- Notice sur la vie et les travaux de Jacques Vandier per Georges Posener, Institut de France, CRAI, 1975, p. 29-41.